# برسانت سلینا
برسانت سلینا (انگلیسی: Bersant Celina؛ زادهٔ ۹ سپتامبر ۱۹۹۶) یک بازیکن فوتبال اهل کوزوو است که در پست هافبک برای منچستر سیتی در لیگ برتر فوتبال انگلستان بازی می‌کند.
وی که متولد پریزرن (در یوگسلاوی سابق و کوزوو کنونی) و بزرگ شدهٔ درامن (در نروژ) است، هم‌اکنون برای تیم ملی فوتبال کوزوو بازی می‌کند.